# جائزة البرتغال الكبرى 1994
جائزة البرتغال الكبرى 1994 هو سباق فورمولا 1 أقيم بتاريخ 25 سبتمبر 1994 في إستوريل، البرتغال. كان الثالث عشر من أصل 16 في بطولة العالم لسباقات الفورمولا واحد موسم 1994. حلّ البريطاني دايمون هيل أولا بينما جاء البريطاني ديفيد كولتهارد في المركز الثاني وحصل على المركز الثالث الفنلندي ميكا هاكينن.